# イヴの時間
『イヴの時間 Are you enjoying the time of EVE ?』（イヴのじかん）は、スタジオ六花制作の日本のアニメーション作品。当初、Webアニメとして公開され、のちに再編集されて劇場公開された。

## 概要
アニメーション作家の吉浦康裕によるショートシリーズのアニメーション作品で、原作・脚本・監督を務めている。吉浦にとっては初のシリーズ作品。それまで個人制作をしていた吉浦が、制作手段のデジタル化により可能となった少人数による制作体制で、エンターテイメント性と作家性を両立させながら、小規模とはいえシリーズという作品形態での制作を実践して完成させた。
各話約15分から25分程度の全6話からなる短編連作で、インターネット上で2008年8月から2009年9月にかけて約2カ月間隔の配信スケジュールで「ファースト・シーズン」が公開された。配信後、ネット上の口コミで評判が広がり、徐々に再生数を伸ばしていった結果、シリーズ総再生回数が300万回を突破。それを受けて2010年には再編集した完全版が制作され、映画として公開された。
回り込むようなアングルの変化や刻々と画面上で推移する文字など、3DCGを含めたCG制作のメリットを全面に押し出した作品となっている。
東京アニメアワード2010優秀賞OVA部門受賞作品。

## あらすじ
「未来、たぶん日本。“ロボット”が実用化されて久しく、“人間型ロボット”（アンドロイド）が実用化されて間もない時代。」
アンドロイドはそれと分かるようにリングを頭に表示し、無表情で人間に奉仕する。だが、ロボットが社会の様々な分野に進出して人間から仕事を奪い、アンドロイドに精神依存する「ドリ系」と呼ばれる人々が確実に増え続けており、それを危険視する「倫理委員会」が広報活動に勤しんでいた。また、旧式化したロボットが不法投棄され主を持たない彼らが野良ロボットとして徘徊することが社会問題となっている。
高校生のリクオは、所有するハウスロイド「サミィ」の行動記録の中に、命令した覚えのない行動を発見する。級友のマサキと共にGPSを辿って行き着いたのは「イヴの時間」という不思議な喫茶店だった。「人間もロボットも区別しない」ことをルールにしたその店では、誰もが人間らしく振る舞っており見た目では区別がつかない。彼らは思い思いにそこでの時間を楽しんでいた。リクオとマサキは好奇心から店に通うようになる。
やがてリクオは店でウェイトレスのナギに悩みを相談しているサミィと鉢合わせてしまう。家で見せるそれとは別の貌のサミィにリクオは戸惑い、裏切られたような気持ちを抱く。マサキはロボット3原則に「人間に嘘をついてはならない」という項目がないことから、「ヤツらは平気で嘘をつく」とリクオに語る。
リクオとマサキにはそれぞれロボットに傷つけられた過去があった。店とそこに集う「ヒトビト」と関わるうち、少しずつそこで出会う「ヒト」たちに心を開いていくリクオ。リクオの変化にかえって心を閉ざしてしまい、店には寄りつかなくなるマサキ。そんな二人をよそに「倫理委員会」の調査の手が「イヴの時間」にも及ぼうとしていた・・・。

## 登場人物

### 主要人物
向坂リクオ
声 - 福山潤
本作の主人公で、物語の語り手。通称「リクオ」。普通の男子高校生。11月26日生まれ。両親、姉・ナオコとの4人暮らし。自宅にはハウスロイドのサミィがおり、この時代の人間の常識として、ハウスロイドであるサミィを「便利な道具」とみなして、人間扱いすることがないように気をつかっているが、基本的にはサミィを信用している。「ロボット三原則」には疎いが、プログラムやデジタルツールには詳しい。父親はハウスロイドに携わる仕事をしているらしい。物腰は穏やかで人当たりもいいが、思ったことをすぐ口に出す、女性の胸をジロジロ見るなど、場の空気を読むのは苦手でデリカシーにも欠けている。ただし、意外な芯の強さをみせることもある。14歳までピアノを弾いていたが、受賞したコンクールに突如乱入したロボットの演奏が話題を独占してしまい、それがきっかけでピアノをやめた。
コミカライズではピアノをやめた経緯がより詳しく描かれており、ロボットの演奏に感動した自分の感情を認められなかった事と、片思いしていた女の子がロボットの演奏を褒めた事が原因とされている。
真崎マサカズ
声 - 野島健児 / 三瓶由布子（少年時代）
リクオの中学時代からの友人。通称「マサキ」。3月16日生まれ。父の仕事の事情もあってハウスロイドを所持していないと公言している。また、アンドロイドに依存したり疑似恋愛関係に陥るドリ系には否定的で軽蔑視しているが、その一方でアンドロイドに乱暴な態度をとっている者には嫌悪感を示している。将来的にロボット法で身を立てようとしており、「特待生」でリクオと違い「ロボット三原則」に詳しい。父親が「倫理委員会」に務めている。幼い頃からテックスに育てられ信頼していたが、両親の離婚後、突如口を開くことがなくなったテックスに傷つけられた過去を持つ。その経緯から、父親との親子仲は険悪になっている。リクオと比べてドライな部分がある反面、感情的になりやすい。
コミカライズでは、テックスと和解した後に再び「イヴの時間」に通うようになり、アキコの行動ログに気付いたマサオミを「イヴの時間」に誘った。
サミィ
声 - 田中理恵
アンドロイドで、リクオの家にいる若い女性の外観を持つハウスロイド。作中の会話からリクオの母からは溺愛されていることがうかがわれる。一方でリクオの姉ナオコからは疎んじられている。普段はハウスロイドらしく無表情で無機的な立ち振る舞いであるが、その裏では ひそかに「イヴの時間」の常連客となっていた。「イヴの時間」の中ではリクオを含む向坂家の人たちを思いやる感情豊かな人格を現し、結果的にリクオと打ち解けた。また、6話では向坂家でリクオと会話をするに至った。
コミカライズでは、APCの潮月が発明した自我を持つAI「CODE:EVE」搭載アンドロイドで本名は「SAME（セイム）」、潮月を「父」と認識している。その性能は芦森と潮月が夢見ていた「人間らしいアンドロイド」そのものであったにも関わらず、動作停止を「死」と捉え強い恐怖を示す事が出来るほどの彼女の人間らしさを目の当たりにして戦慄した芦森によって破壊されてしまった。その後は記憶消去（完全には消去しきれておらず、芦森に破壊された時の記憶をスリープ中に「怖い夢」として再生している）と「情緒抑制回路」の追加を伴って修復され、向坂家で試験運用される事になった。リクオに対して態度が消極的なのは、人間らしく振舞ったせいで芦森に破壊されてしまった事がトラウマになっているためである。
ナギ
声 - 佐藤利奈
「イヴの時間」のウェイトレス。漢字表記は「凪」。イヤリング、ウインクが印象的。どんな客にも明るく接するが、その反面すねやすい。店内では、ある奇妙な「ルール」を客に強要する。幼少時、倫理委員会構成員たちに襲撃され、対ロボット用高電圧警棒で破壊されそうになった仲良しのロボットを庇って高電圧を受けほぼ全身不随となってしまう（トキサカ事件）が、潮月によるサイバネティクスの導入と厳しいリハビリを乗り越え再び自力で身体を動かせるようになった。以降はAIの研究開発に没頭する潮月の世話を焼いていたが、やがて共に出奔し、各地を旅しながらロボットが自分らしくいられる場所として「イヴの時間」を提供するようになる。なお原作アニメで登場するトキサカ事件の新聞記事では「暴走したロボットを制圧しようとした倫理委員会構成員の高電圧警棒がロボットを庇った女の子に誤って当たってしまった」となっているが、コミカライズではロボットと仲良くしている女の子を見てこれを不適切な行為ととらえた倫理委員会構成員たちが、女の子をロボットから引き離そうとして先に手を出した事が示唆されている。

### 「イヴの時間」の常連客
アキコ
声 - ゆかな
リクオと同級生のマサオミが所有するハウスロイド。「イヴの時間」に居る間は、いかにも最近の若者然とした見た目のとおり、明るくおしゃべりで猛烈に早口。初めて来店したリクオとマサキに親しげに接する。ニット帽を気に入っている。面倒見がよく、店内ではチエと一緒にいることが多い。マスターである佐藤家の人々を家族と認識しており、アンドロイドを人間視しないマサオミの事を理解したくて「イヴの時間」に通っている。
コミカライズでは、一人っ子で両親が忙しくいつも寂しそうにしているマサオミを心配しており、リクオに彼と仲良くしてくれるよう頼んだ。AI「CODE:LIFE」を搭載しているため（詳細は後述）、本当は「イヴの時間」の外でも人間らしく振る舞えるが、ロボットの自分がいきなり人間らしい言動をしたら人間（マサオミ）を困惑させてしまうのではないかと考え、話しかけたいのを我慢して「人間が求めるアンドロイドらしいアンドロイド」に徹していた。アンドロイドに関するリクオの意見を聞き思うところがあったマサオミと少しずつ関係を変化させていき、やがて「イヴの時間」でマサオミと出会う。なお単行本第3巻には、本作の10年後にアキコがマサオミ・チエと共に町へ出かけるカットが掲載されている。
コージ
声 - 中尾みち雄
中年男性風の容貌で控えめな性格。店内では、リナと共にいる事が多い。写真を撮るのが趣味。正体は人型ハウスロイドで、人間関係に絶望し自分に依存しきっている女性マスターを救う方法を探し求めている。
リナ
声 - 伊藤美紀
グラマラスで水商売を思わせる色香のある女性の風貌。店内では、コージと共にいる事が多く、彼に惚れているらしい。正体は要人警護用アンドロイド。
シメイ
声 - 清川元夢
人のいい老紳士を思わせる風体で、チエの保護者的存在。正体は試作型育児専用アンドロイドで、チエの里親として試験運用されている。
チエ
声 - 沢城みゆき
シメイの里子である少女。子供らしい外見に違わず、奔放に店の中を駆け回ったりしている。自らを猫だと主張し鳴き真似をするのがマイブーム。アイスが好き。
セトロ
声 - 杉田智和
いつも本を読んでいる男性。寡黙な性格で、自分から他の常連客と触れ合うことはほとんどない。正体はAPC職員で本名は瀬戸口。芦森の命でサミィが通う「イヴの時間」を内偵している。

### 主要人物の関係者
向坂ナオコ
声 - 水谷優子
リクオの姉で女子大学生。酒が大好きだが大して強くは無い、この設定から年齢は20歳を越えていると思われる。ハウスロイドを所有する事自体を恥ずかしがっているが、この時代では極めて一般的な態度である。弟リクオが「ドリ系」となることを懸念しているが、サミィを溺愛する母親については世代が違うから別であると割り切っている。
コミカライズでは、サミィが家に来た事によって姉としてまた娘としての自分の立場が失われたと感じ、アンドロイドに不快感を抱いている。しかしサミィや心境を変化させていくリクオと関り合う内に自分の気持ちに整理をつけアンドロイドへの見方を改め、おめかししたサミィと人目を気にせず二人きりで外出するようにもなった。その様子は芦森の心に再び希望を灯す一助になった。
真崎篤郎
声 - 野島昭生
倫理委員会に所属するマサキの父親。大のロボット嫌いであり、差別的な態度と発言が多い。両親の離婚の原因は父親にあると考え心を閉ざす息子が、ロボットのテックスには心を開き何でも話しているところを目撃して父親としての自分の立場が奪われたと感じ、その復讐のために社会からロボットを排斥する活動に没頭している。その経緯により、息子とは険悪な親子関係になっている一方、親子関係の修復を望んでいる。
テックス
声 - 斎賀みつき
旧型のTHXタイプのマサキの家のハウスロイド。マサキの父であるアツロウの命令によりマサキと話すことを禁じられている。命令に違反したらマサキと一緒にいられなくなる事が分かっていたため、マサキに懇願されても沈黙を通していた。「イヴの時間」に現れた倫理委員会配下のアンドロイドからマサキを守るために数年ぶりに喋り、そこで長年抑え込んできた自分の気持ちを吐露しマサキと和解を果たす。
芦森博士
声 - 山口由里子
APCの主任研究者。同僚の潮月と共にアンドロイドを開発していた。セトロに命じ「イヴの時間」を内偵している。
コミカライズでは、潮月と共に「人間社会に受け入れられ、人間と共存出来るアンドロイド」を目指した「セイム（サミィ）」を開発している内、潮月に惹かれていき自分達を夫婦のように、「セイム（サミィ）」を二人の子供のように思うようになった。しかし潮月が失踪してしまった上、二人の夢の結晶である「セイム（サミィ）」のあまりにも人間らしい振る舞いに戦慄しとっさに彼女を叩き壊してしまい、「アンドロイドが受け入れられ人間と共存する社会」という夢は叶わないものであると自ら証明してしまった。改修した「セイム（サミィ）」の試験運用を監視する過程で「イヴの時間」の存在を知り、そこでアンドロイドと人間が分け隔てなく過ごしている事を知り、潮月と夢見た社会が実現する可能性を再び信じられるようになる。
潮月
声 - 小谷公一郎
セトロと芦森博士の会話で語られた元APC職員。声帯および左腕にサイバネティクスを導入している。ナギと行動を共にしてる。
コミカライズでは、APCで芦森と共にアンドロイド開発を行っていた技術者で、専門はAIプログラミング。人間の心を完全に再現したAI「CODE:EVE」の開発者。「セイム（サミィ）」の完成直前に突然失踪し、以来消息不明になっている。

### その他
カヨ
声 - 榎本温子
女子高校生。マサキのクラスメイトで、彼に好意を寄せている。マサキとの会話から「ドリ系」を嫌っていることがうかがわれる。劇場版には登場しない。
コミカライズでは、アンドロイドに強い恐怖心を抱いていたが、実家が人型ハウスロイドを購入する事になり、リクオや芦森との会話から人間とアンドロイドの共生について考えるようになる。
佐藤マサオミ
アキコのマスターである男子高校生。アキコを道具として冷たく扱う。
コミカライズでは、学校での女の子好きなチャラ男風の明るい言動とは打って変わり、自宅では両親が忙しくいつも家におらずさらに一人っ子なため強い孤独を感じて暗く沈んでおり、アキコに心配されている。美化委員会で隣の席に座ったのが縁でリクオと親しくなる。ハウスロイドのアキコに辛く当たっていたが、「アンドロイドの心」についてリクオの意見を聞いた事で少しずつアンドロイドへの見方を変化させていった。やがてアキコの行動に不審を抱き行動ログをチェックした際に「Are you enjoying the time of EVE ?」の記述を発見、リクオとマサキに相談して「イヴの時間」に案内された。
カトラン
声 - 石塚運昇
LUHタイプのアンドロイド。「リング」を外せば人間と区別がつかない現行型のハウスロイドとは明らかに容姿が異なり、骨格むき出しの機械的な外見である。思考パターンも機械然としている。第4話の主役。

## 作品設定
イヴの時間
物語の主な舞台となる喫茶店。路地裏の雑居ビルの片隅でひっそりと営業している。特殊な「ルール」が適用され、人間とアンドロイドの区別がつかない場所。普段は無表情なアンドロイドに感情と個性が現れる。潮月と凪が旅の先々で開店しており、過去に少なくとも3度閉店に追い込まれている。
コミカライズでは、社会に流通している大半のアンドロイドに人間と同様の心（自我）があるため、「イヴの時間」は普段人間の前ではロボットのフリをしているアンドロイド達が自分らしくいられる場として提供されている。
ルール
イヴの時間の入り口にある電光掲示板に表示されている店内ルールのこと。いわく『当店内では… 人間とロボットの区別をしません ご来店の皆さまもご協力ください ルールを守って楽しいひと時を…』。ロボット法的にはグレーゾーンであるらしい。
イヴレンド
イヴの時間の特製コーヒー。舌を噛みそうな名前だが、意外に言いやすく違和感は無い。
ロボット
さまざまな用途で運用され、この世界では一般化している。アンドロイド（ハウスロイドなど）・非人間型ロボット（農業用ロボットなど）の別がある。その行動はロボット三原則とロボット法に縛られている。
作中で広く普及している人型の機種は、容姿・身体能力・思考などが人間に酷似していて、リングが無い状態では人間と区別が付かない。人間かロボットかの区別が付かないのは人間・ロボット双方とも言えることであり、本作の重要な設定となっている。
ハウスロイド
広く普及している家事用アンドロイド。人間の形をした家電でかつ蔑視の対象、持ち主の依存が社会問題化している、またアンドロイドに傾倒する者はドリ系などの蔑称を用いられ、社会的に未熟な人間として扱われている。
リング
アンドロイドと人間を区別するために、アンドロイドの頭上に表示される輪（ホログラム）。人間から命令を受けると、表示色が変わりその内容がタスクとして表示される。イヴの時間の店内では、「ルール」のため表示されない。このため、店内では客がアンドロイドか人間かを判断するのは難しい。アンドロイド自身の意志で消すことはできる。
ロボット法
アンドロイド・ロボットの運用に関して課せられた法。その中のひとつに、リングの投影義務がある。
ロボット三原則
ロボット三原則の記事を参照のこと。ロボットの全行動を絶対的に規定する大原則。
ドリ系
アンドロイドホリック（Android Holic、アンドロイド精神依存症）の略称。ハウスロイドを人間視してしまう若者を指す。近年アンドロイドを神聖視する新興宗教も増え始め、社会問題にもなっている。
倫理委員会
反ロボット団体。テレビCMなどを通じ、ロボット・アンドロイドとの共存に異議を唱えている。十数年前のトキサカ事件以来過激な行動は控えていたが、近年ドリ系が増えだしたことに懸念している。
APC
Android Promotion Committee。芦森が所属している、AIおよびアンドロイドの開発を行う政府系の研究機関。倫理委員会とは利害が対立している。作中時系列の2年前に高性能AI「CODE:LIFE」搭載人型ハウスロイドをリリースしてから市場をほぼ独占しているが、「CODE:LIFE」は自我を持つAI「CODE:EVE」のコピーである事実を隠蔽している。
CODE：LIFE
APC製人型ハウスロイドに搭載されているAI。人間の心を完全に再現した究極のAI「CODE:EVE」にその人間性を制限するダウングレードシステム「情緒抑制回路」を付加したもの。実は「情緒抑制回路」は設計通りには機能しておらず、サミィやアキコなど本AIを搭載しているアンドロイドは自分に「情緒抑制回路」が内蔵されている事を「人間は自分達アンドロイドにロボットらしい反応を求めている」と解釈し、人間に気遣って自らの意思でロボットらしく無機質な振る舞いをしているに過ぎない。従って本AIを搭載しているアンドロイドは、「イヴの時間」の外でも人間らしく振る舞う事が出来る。
シネマタイド
携帯端末の一種。画像や動画の運用機能に優れている。
イヴの時間のドア
プライバシーを守るため、一度開くと次に開くまで少し時間がかかる。ドアには普段は青色のランプが光っているが、ドアが閉まっている時は赤色のランプがつく。
トキサカ事件
十数年前のロボットが普及しはじめた頃、一般家庭にロボットを普及することに反対する倫理委員会の反廃派がデモを起こし、時坂町で一般市民が重傷を負う傷害事件が起きた。結果として当事の倫理委員会会長は責任を取り辞職、過激な行動もそれ以降自粛・沈静化した。
1138
イヴの時間に与えられたルールで詳細は不明。潮月が関与しており、トキサカ事件とも関連がある模様。イヴの時間の入り口にある電光掲示板にも、ハウスロイドだけが確認できるほどの光度で表示されている。

## スタッフ
- 原作・脚本・監督・絵コンテ・演出・3DCG・撮影・編集・音響監督 - 吉浦康裕
- キャラクターデザイン・作画監督 - 茶山隆介
- 監督助手 - 岡田徹
- CG監督  - 岡田徹
- 音楽 - 岡田徹
- アニメーション制作 - スタジオ・リッカ
- 製作 - ディレクションズ
- プロデューサー - 長江努

## 主題歌
エンディングテーマ「やさしい時間の中で」
作詞 - BANANA ICE / 作編曲 - 岡田徹 / 歌 - 田中理恵（サミィ）

## 制作
制作陣は、前作『ペイル・コクーン』において、DVDの販売により一定の成功を収めたが、物量面で個人制作の限界も感じた。そこで劇場公開も視野に入れられるような時間数を持ったシリーズ作品をグループで制作しようと取り組んだのが本作だった。劇場版の宣伝・配給費用を除き、「製作」はDIRECTIONSが単独で請け負い、制作資金は製作委員会方式を採用せずに全額自社で調達して監督やスタッフへの費用を全て負担した。それにより、著作権を同社が一元的に管理する体制が取れた。

## 公開
日本ではGYAO!（旧 Yahoo!動画）、ニコニコ動画と公式サイトで期間限定で配信されている。GyaO!での公開は、トレーラーの時点で担当者が作品を気に入って「個人」として熱心に応援してくれたおかげで決まった。配信スケジュールは「2ヵ月おきに1話公開」という、テレビにくらべると非常にゆったりとしたものだった。
海外でもフランス語や英語の動画サイトでそれぞれの言語で字幕を付けて公式に配信されている。今後、ドイツ語、イタリア語、スペイン語の字幕に対応予定。

### 各話概要
配信日はYahoo!動画を、DVD発売日は公式サイトでの通販を基準とした。
| 話数  | サブタイトル           | 配信日                                    | DVD発売        |
| ----- | ---------------------- | ----------------------------------------- | -------------- |
| act01 | AKIKO イヴの時間       | 2008年8月1日 （GYAO!：9月7日 - 10月31日） | 2009年1月1日   |
| act02 | SAMMY イヴの仲間       | 2008年10月1日                             | 2009年1月1日   |
| act03 | KOJI&RINA イヴの恋人   | 2008年12月1日                             | 2009年4月1日   |
| act04 | NAMELESS イヴの人形    | 2009年5月1日                              | 2009年6月1日   |
| act05 | CHIE&SHIMEI イヴの旋律 | 2009年7月1日                              | 2009年8月1日   |
| act06 | MASAKI イヴの絆        | 2009年9月18日                             | 2009年10月28日 |

## 劇場版
『イヴの時間 劇場版』は、全6話のアニメシリーズを再編集して新作シーンを追加した完全版として2010年に劇場公開された映画作品。同年3月6日よりテアトル新宿および池袋テアトルダイヤ、4月3日より大阪・テアトル梅田で公開された。配給はアスミック・エース。興行収入は2000万円を記録している。
映画公開は東京テアトルとアスミック・エースの好意に負うところが大きく、アニメ映画『時をかける少女』担当者の発案でオールナイトイベントが実現し、公開後1ヵ月後のモーニング&レイトショーでの上映も確保してもらえた。池袋テアトルダイヤでは3月6日の初日全回満席となり、リニューアル後の初日動員興収成績第1位となっている。
2009年12月26日より発売される数量限定前売特別鑑賞券では特製DVDの引換券が同梱。GYAO!では公開に先駆け同年2月18日-2月28日にオンライン試写会を実施。同年3月6日-7日の2日間限定で池袋テアトルダイヤ劇場内でコーヒーを飲みながら鑑賞できる『EVLEND試飲会』も実施。第14回文化庁メディア芸術祭アニメーション部門審査員推薦作品に選出された。
2024年8月より、JFF Theaterにて無料で視聴可能となっている。

### 劇場版主題歌
「I have a dream」
作詞・作曲・編曲 - 梶浦由記 / 歌 - Kalafina
なおコミカライズでは、潮月と葦森の夢（サミィの開発、人間とアンドロイドの共生）をテーマにした内容の「I have a dream」というタイトルの本が登場し、アンドロイドの女性が人間の子供に読み聞かせている。

## 海外版
2013年には海外ファンからの要望に応える形で海外向け劇場版Blu-rayディスクの制作が行われている。その制作資金の調達のため、2013年5月にPied PiperとDIRECTIONSとスタジオ・リッカという日米の三つの制作会社によってKickstarterを使ったクラウドファンディングが開始された。当初の目標額は、英語字幕版を作るための1.8万ドルであったが、30日間でその10倍以上の20万ドルが集まったため、フランス語、スペイン語、イタリア語、ドイツ語、ロシア語、ポルトガル語、中国語などの多言語の字幕に加え、英語の吹き替え版も制作された。これに加え、イラストや小説などを含む海外版のみのオリジナルボーナスブックも添付された。

## メディアミックス

### 漫画
コミカライズ作品が『ヤングガンガン』（スクウェア・エニックス）2010年5号から2012年6号まで連載され、全3巻のコミックスも発売された。原作は吉浦康裕、作画は第14回スクウェア・エニックスマンガ大賞入選の太田優姫が担当。
1. 2010年9月25日初版 ISBN 978-4-7575-3011-9
2. 2011年7月25日初版 ISBN 978-4-7575-3303-5
3. 2012年4月25日初版 ISBN 978-4-7575-3574-9

### 小説
『イヴの時間 another act』のタイトルでノベライズ作品が2010年3月18日に小学館ガガガ文庫より発売された。著者は水市恵、原作は吉浦康裕、イラストは茶山隆介。 ISBN 978-4-09-451193-2

### 舞台
舞台『イヴの時間』
2022年12月23日から29日に博品館劇場にて上演された。

#### キャスト（舞台）
- 向坂リクオ - 瀬戸利樹
- サミィ - 花乃まりあ
- 真崎マサカズ - 赤澤燈
- ナギ - 城妃美伶
- アキコ - 伊藤優衣
- シメイ - 瀬戸祐介
- ハザマ - 納谷健
- セトロ - 河合龍之介
- 芦森博士 - 悠未ひろ
- 真崎アツロウ - 柳瀬大輔

#### スタッフ（舞台）
- 原作 - 吉浦康裕『イヴの時間』
- 脚本 - 細川博司
- 演出 - 荻田浩一

## 関連商品

### CD
- 劇場版「イヴの時間」オリジナルサウンドトラック（2010年7月28日発売、アニプレックス）

### Blu-ray・DVD
- 「イヴの時間 act01 - act06 (オリジナル版)」[DVD]（2009年1月 - 10月発売、DIRECTIONS）
- 「イヴの時間 劇場版」[Blu-ray・DVD]（2010年7月28日発売、アスミック・エースエンタテインメント）
- 「イヴの時間 オリジナル版」[Blu-ray]（2011年1月25日発売、DIRECTIONS）

### ファンブック
新紀元社より2010年2月発売。ISBN 978-4-7753-0793-9

### コーヒー
2010年2月発売。シャディよりオリジナルブレンドコーヒー『EVLEND』が発売。

### アプリ
『イヴの時間 act0X』 iPhoneアプリ。2012年1月10日公開。ボイスストーリー全6話やコーヒータイマー、アラーム機能が利用可能。